# MIT Media Lab

Mit Media Lab logotyp.

MIT Media Lab är ett tvärvetenskapligt forskningslaboratorium som grundades av Nicholas Negroponte och Jerome Wiesner 1985 vid Massachusetts Institute of Technology. Forskningslaboratoriumet ägnar sig åt projekt inom teknik, multimedia, vetenskap, konst och design. Personal och elever har en bakgrund som sträcker sig från elektroteknik och datavetenskap till sociologi och musik samt andra. One Laptop per Child (OLPC) var en av de mer framstående forskningsinsatser som växte fram i Media Lab.